# How Does It Feel
"How Does It Feel" is een nummer van de Britse rockband Slade uit 1975.

## Achtergrond
Rond 1974 was Slade zeer populair in Europa. De band wou niet "meer van hetzelfde" soort muziek maken en hun manager Chas Chandler stelde voor om een muziekfilm te maken. Ter begeleiding van de film begonnen Holder en Lea materiaal te schrijven voor een soundtrackalbum, waarop de band af zou wijken van de muziekstijl van hun eerste vier albums. Eind 1974 bereikte de leadsingle "Far Far Away" de tweede plaats in de Britse hitlijsten en na de release van de film begin 1975 werd de single "How Does It Feel" uitgebracht. Dit werd Slades eerste single die de Britse top vijf niet haalde, sinds hun doorbraaksingle "Get Down and Get with It".
De melodie van "How Does It Feel" was door Lea geschreven toen hij nog op school zat en dit op een oude piano componeerde. Hij liet de melodie jaren op de plank liggen, totdat Holder er voor Slade in Fame een tekst bij schreef.
"How Does It Feel" werd uitgebracht als 7" vinylsingle door Polydor Records in Europa, Australië en Japan. In Amerika werd het pas in september 1975 uitgebracht door Warner Bros. Records. De single kwam in de Britse hitlijst niet verder dan de vijftiende plek en haalde de elfde positie in Ierland. In Vlaanderen en West-Duitsland werd het ook een bescheiden hit.
Het nummer is gecoverd door Chris Farlowe voor zijn Slade-coveralbum Slade Remade (2001). Als bonustrack op hun album Yeah! nam Def Leppard in 2006 een cover op.

## NPO Radio 2 Top 2000
How Does It Feel stond alleen in 2000 in de NPO Radio 2 Top 2000, op plek 1606.